# ويتاكر تشامبرز
كان جاي فيفيان تشامبرز (1 أبريل 1901 - 9 يوليو 1961)، المعروف باسم ويتاكر تشامبرس Whittaker Chambers، محررا أمريكيا ندد بتجسسه الشيوعي وأصبح محترما من قبل حركة المحافظين الأمريكيين خلال الخمسينات.
بعد السنوات الأولى كعضو في الحزب الشيوعي (1925) والتجسس السوفيتي (1932-1938)، انشق عن الشيوعية (تحت الأرض والحزب المفتوح) وعمل في مجلة تايم (1939-1948). و بموجب أمر استدعاء عام 1948، شهد في ما أصبح يعرف بمحاكمات زور الجاسوس السوفيتي ألجر هس Alger Hiss (1949-1950) و أصبح مناهضا صريحا للشيوعية (كل هذا وصفه في مذكراته الشاهد Witness - نشر 1952). بعد ذلك، عمل لفترة وجيزة كمحرر كبير في ناشيونال ريفيو (1957-1959). منحه الرئيس رونالد ريغان وسام الحرية بعد وفاته في عام 1984.

## وصلات خارجية
- ويتاكر تشامبرز على موقع IMDb (الإنجليزية)
- ويتاكر تشامبرز على موقع الموسوعة البريطانية (الإنجليزية)
- ويتاكر تشامبرز على موقع مونزينجر (الألمانية)
- ويتاكر تشامبرز على موقع تيرنر كلاسيك موفيز (الإنجليزية)
- ويتاكر تشامبرز على موقع إن إن دي بي (الإنجليزية)

1. 1 2  Encyclopædia Britannica | Whittaker Chambers (بالإنجليزية), QID:Q5375741
2. 1 2  GeneaStar | Whittaker Chambers، QID:Q98769076
3. ↑   https://crsreports.congress.gov/product/pdf/R/R47639. {{استشهاد ويب}}: |url= بحاجة لعنوان (مساعدة) والوسيط |title= غير موجود أو فارغ (من ويكي بيانات) (مساعدة)